# Талаганте
Талаганте (шп. Talagante) је општина у Чилеу. По подацима са пописа из 2002. године број становника у месту је био 49.957.

## Демографија
| 2002.  |
| ------ |
| 49,957 |